# Sielsowiet Werejki
Sielsowiet Werejki (biał. Вярэйкаўскі сельсавет, ros. Верейковский сельсовет) – sielsowiet na Białorusi, w obwodzie grodzieńskim, w rejonie wołkowyskim, z siedzibą w Werejkach.
Według spisu z 2009 sielsowiety Werejki i Repla, tj. terytorium obecnego sielsowietu Werejki, zamieszkiwało 2606 osób, w tym 1476 Białorusinów (56,64%), 1035 Polaków (39,72%), 63 Rosjan (2,42%), 19 Ukraińców (0,73%), 5 Ormian (0,19%) i 8 osób innych narodowości. W sielsowiecie Werejki dominowali Białorusini (64,71%, Polacy stanowili 30,78% mieszkańców), a w sielsowiecie Repla Polacy (52,90%; Białorusini stanowili 44,73% mieszkańców).

## Historia
25 września 2003 z sielsowietu Werejki odłączono 11 miejscowości, które weszły w skład sielsowietu Subacze. 18 października 2013 do sielsowietu Werejki przyłączono w całości likwidowany sielsowiet Repla.

## Miejscowości
- agromiasteczka:
  - Repla
  - Werejki
- wsie:
  - Burniewo
  - Duchowlany
  - Dziewiatkowce
  - Grzybowce
  - Hanosowce
  - Jemialjanawa
  - Jeżowce
  - Kuwieki
  - Kuźmicze
  - Lwówka
  - Maciejkowszczyzna
  - Maćkowce
  - Marcianowce
  - Miesztuny
  - Nikonowce
  - Nowiki
  - Nowosady
  - Nowosiółki
  - Pietraszowce
  - Poczujki
  - Połoszki
  - Sedejki
  - Suhaki
  - Trumpy
  - Załuczany
  - Złobowszczyzna
  - Żarna
- wsie zlikwidowane:
  - Jackowo (zlikwidowana w 2018)[4]
  - Zbory (zlikwidowana w 2018)[4]